# Heisei (obdobje)
 Obdobje Heisei, (tudi Heisei po Hepburnovem prečrkovanju), (japonsko: 平成時代), je bilo obdobje vladavine cesarja Akihita v zgodovini Japonske.
Začelo se je 8. januarja 1989, ko je cesar Akihito nasledil prestol od svojega očeta Hirohita, vladarja obdobja Šova. To leto po japonskem štetju ustreza oznaki Heisei 1 (japonsko: 平成元年, Heisei gannen; prvo leto obdobja se imenuje gannen).
Končalo se je z letom Heisei 31, ko je Akihito 30. aprila 2019 abdiciral v korist svojega sina Naruhita. 1. maja opolnoči se je začelo novo obdobje Reiva.